# Djet
Djet (nom d'Horus: Horus-Djet, nom de Nebti: Iterti; nom de Nesut-Biti: Itetiu, Ita; nom grec: Uenefes o Uenephes, Vaveniphis) fou el quart faraó de la primera dinastia de l'antic Egipte. Fill de Djer, va regnar entre 5 i 42 anys segons les fonts (Manethó li atribueix 23 anys i 31 al seu pare). La forma més correcta del seu nom podria ser Wadjet i és anomenat pel seu signe el rei serpent. Casat amb la princesa Merneith, amb qui va tenir el seu fill i successor Den. Fou enterrat a Abidos, però s'ha trobat una mastaba a Saqqara que, per la seva importància, ha fet pensar que hi podia estar enterrat (20 x 50 metres amb 400 caps de brau -i amb cornamenta original- esculpits per les parets). També s'han trobat un parell de mastabes a Tarkhan.
Altres transcripcions del seu nom: Ata, Uadji, Uadye, Uadyib, Djet, Dyet, Edyo, Ita, Itay, Iterty, Itetiou, Itiui, Ittiw, Ouadji, Uadjet, Uadyi, Uazi, Uenephes, Uto, Wadj, Wadji, Wazi, Za, Zet.